# Dvärgkasuar
Dvärgkasuar (Casuarius bennetti) är en mycket stor flygoförmögen fågel, den minsta i familjen kasuarer.

## Utseende
Dvärgkasuaren är som namnet avslöjar minst av kasuarerna, men är ändå en mycket stor fågel, 99-150 centimeter lång och 17,6-26 kg i vikt. Den är liksom sina släktingar flygoförmögen med en hård och styv fjäderdräkt, en trekantig låg kask på huvudet, rosa kinder och röda fläckar av skinn på dess blå hals. Jämfört med andra kasuarer är den kortare och med något mindre näbb. Fötterna är stora och kraftfulla, försedda med dolkliknande klor på innertån. Könen liknar varandra, men honan har något högre kask, är något större och har något starkare färger där huden är bar.

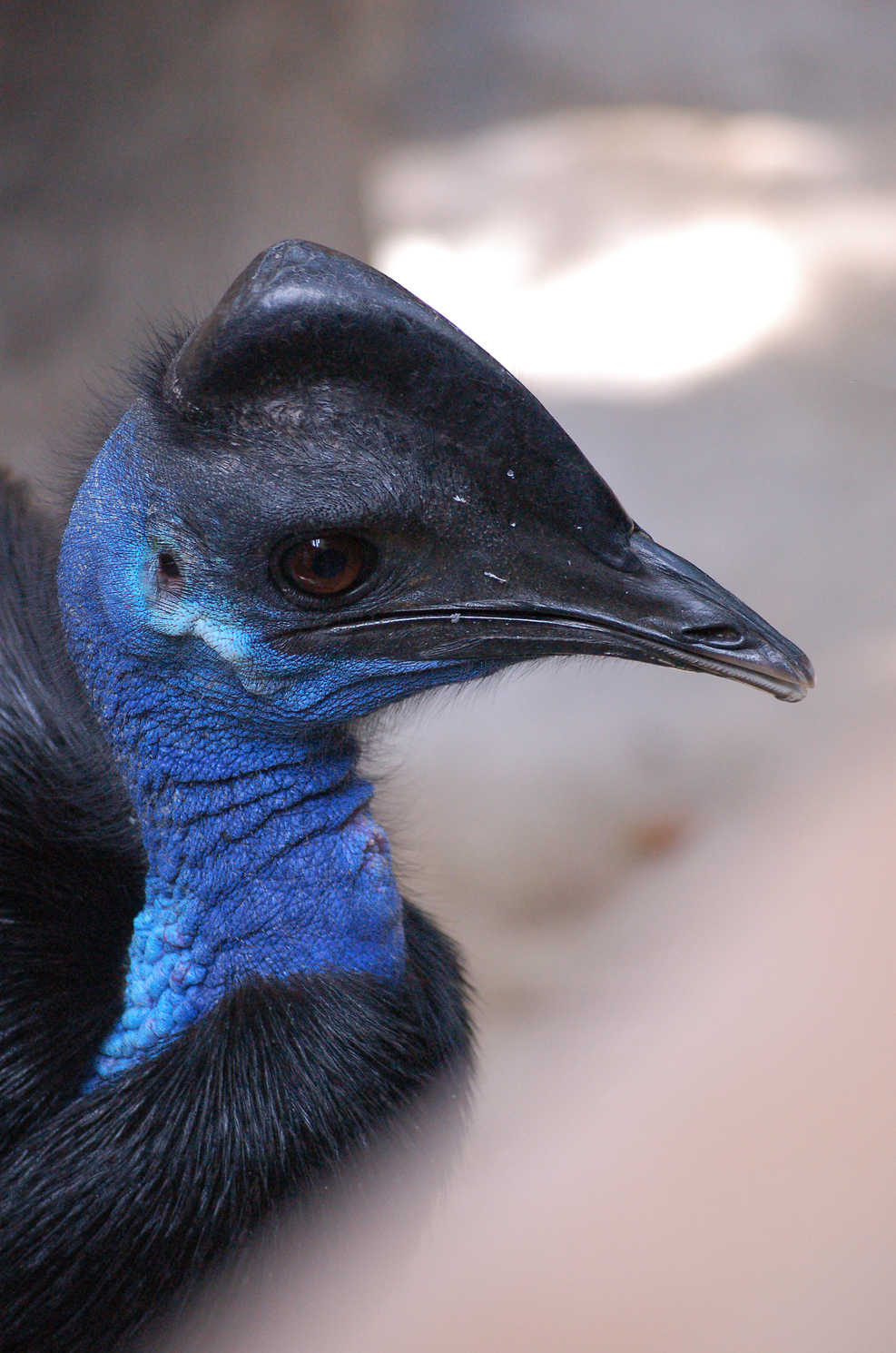
Närbild på huvudet.

## Utbredning och systematik
Dess utbredningsområde sträcker sig över bergsskogar på höjder på upp till 300 meter över havet på Nya Guinea och på öarna Niu Briten och Yapen. Där det inte förekommer andra arter av kasuarer kan den även förekomma i låglandsområden.
Numera delas arten vanligtvis in i två underarter med följande utbredning:
- Casuarius bennetti westermanni – nordvästra Nya Guinea
- Casuarius bennetti bennetti – övriga Nya Guinea, Yapen och Niu Briten

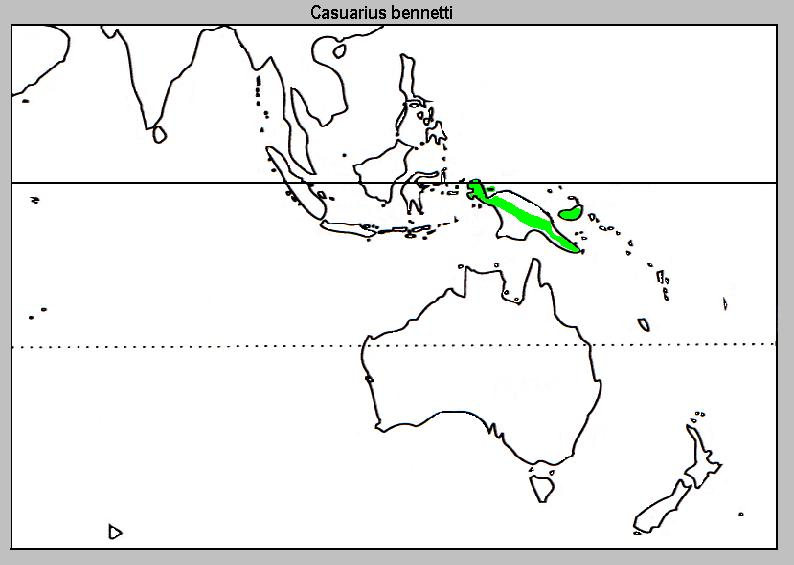
Artens utbredningsområde.

## Levnadssätt
Fågeln lever huvudsakligen av fallfrukt, små djur och insekter. Den lever till största delen ensam och bildar endast par under häckningssäsongen.  Möjligen företar den sig säsongsmässiga vandringar i delar av utbredningsområdet.

## Status och hot
Mellan 2004 och 2013 behandlades arten som nära hotad av internationella naturvårdsunionen IUCN, hotad av jakt, habitatförstörelse och fångst. 2015 nedgraderades den dock till livskraftig eftersom populationen nu verkar stabil och på grund av att jakttrycket uppskattas ha minskat. Världspopulationen har inte uppskattats men den beskrivs som fåtalig men lokalt vanlig på nordöstra Nya Guinea.

## Namn
Fågelns vetenskapliga artnamn hedrar George Bennett (1804-1893), brittisk kirurg, zoolog, botaniker och konservator som bosatte sig i Australien 1836.